# Givat Ze'ev
Givat Ze'ev (Hebreeuws: גִּבְעַת זְאֵב; Arabisch: جبعت زاب) is een Israëlische nederzetting op de Westelijke Jordaanoever, enkele kilometers ten noordwesten van Jeruzalem.
De nederzetting werd opgericht in 1982 en is een aparte gemeente vanaf 1984. De bouw van nederzettingen in bezet gebied is herhaaldelijk door de VN-Veiligheidsraad illegaal verklaard, bijvoorbeeld in resolutie 446 van maart 1979 en in Resolutie 2334 van de VN Veiligheidsraad in 2016.
In september 2003 waren er 10.700 inwoners (962 vrouwen op iedere 1000 mannen in september 2003). Het gemiddelde inkomen lag net boven het nationale gemiddelde van Israël. In 2012 telde de nederzetting 14.726 inwoners.